# URENCO
Група Urenco є британською компанією зі штаб-квартирою в Марлоу, Велика Британія.
Група має два підрозділи:
- Urenco-Технологія виробляє газові центрифуги для збагачення урану. Спочатку газові центрифуги проводилися тільки для власних підприємств групи по збагаченню урану. В даний час обладнання продається у всьому світі. Виробництво знаходиться в містах Алмело (Нідерланди), Gronau (Німеччина) і Капенхерст (Англія).

- Urenco-підприємства з виробництва збагаченого урану (UEC) за газоцентрифужною технологією та продажу кінцевого продукту (збагаченого урану). В даний час існують три фабрики в Європі: Капенхерст в графстві Чешир, Алмело і Gronau (єдине підприємство в Німеччині). З 2010 року запущений завод в США в Юнісі, Нью-Мексико.

### Світові потужності з розділення ізотопів
Потужності заводів із розділення ізотопів урану в тисячах ОРР згідно з WNA Market Report.
| Країна                                     | Компанія, завод                         | 2012  | 2013  | 2015  | 2018  | 2020   |
| ------------------------------------------ | --------------------------------------- | ----- | ----- | ----- | ----- | ------ |
| Росія                                      | Росатом                                 | 25000 | 26000 | 26578 | 28215 | 28663  |
| Німеччина, Голландія, Англія               | URENCO                                  | 12800 | 14200 | 14400 | 18600 | 14900  |
| Франція                                    | Orano                                   | 2500  | 5500  | 7000  | 7500  | 7500   |
| Китай                                      | Китайська національна ядерна корпорація | 1500  | 2200  | 4220  | 6750  | 10700+ |
| США                                        | URENCO                                  | 2000  | 3500  | 4700  | ?     | 4700   |
| Пакистан, Бразилія, Іран, Індія, Аргентина |                                         | 100   | 75    | 100   | ?     | 170    |
| Японія                                     | JNFL                                    | 150   | 75    | 75    | ?     | 75     |
| США                                        | USEC: Paducah & Piketon                 | 5000  | 0     | 0     | 0     | 0      |
| п о р                                      | Разом                                   | 49000 | 51550 | 57073 | 61111 | 66700  |